# Kouty (Třebíč)
Kouty é uma comuna checa localizada na região de Vysočina, distrito de Třebíč.